# Carex saximontana
Carex saximontana är en halvgräsart som beskrevs av Kenneth Kent Mackenzie. Carex saximontana ingår i släktet starrar, och familjen halvgräs. Inga underarter finns listade i Catalogue of Life.